# Мулка, Роберт
Роберт Карл Людвиг Мулка (нем. Robert Karl Ludwig Mulka; 12 апреля 1895, Гамбург, Германская империя — 26 апреля 1969, Гамбург, ФРГ) — гауптштурмфюрер СС, адъютант коменданта концлагеря Освенцим Рудольфа Хёсса, непосредственно участвовавший в истреблении людей.

## Биография
Роберт Мулка родился 12 апреля 1895 года в семье почтового служащего. В 1911 году в Гамбурге окончил реальное училище и выучился по специальности торговец экспортными товарами в фирме Arndt und Cohn.
С 1914 года в качестве добровольца на различных театрах военных действиях участвовал в Первой Мировой войне, достигнув звания лейтенанта запаса. В составе различных саперных подразделений участвовал в боях в России, Франция и Турции. После войны в составе прибалтийского ландесвера участвовал в боях в Прибалтике.
Впоследствии Мулка вернулся в Гамбург и снова работал в учебной фирме, пока в 1931 году не стал самостоятельным предпринимателем. В период между с 1928 по 1934 был членом Стального шлема, национального объединения немецких офицеров. В 1920 году женился, в браке родилось два сына, включая парусника Рольфа Мулка, и дочь.
В 1935 году поступил на службу в рейхсвер, где получил звание оберлейтенанта. В связи с восьмимесячным заключением за сокрытие краденного в 1920 году, он был исключён из вермахта. 1 февраля 1940 года вступил в НСДАП (билет № 7848085).
В 1941 году был принят в Войска СС. Мулка служил в качестве командира 1-го саперного батальона СС в Дрездене. Поскольку он страдал от проблем с желудком в конце 1941 года его перевели в лазарет в Дрезден, после чего был признан годным только к гарнизонной службе. С февраля по апрель 1942 года был командиром 1-й охранной роты в концлагере Освенцим. С июля 1942 по март 1943 года был адъютантом коменданта Рудольфа Хёсса. В сентябре 1942 года был награждён Крестом «За военные заслуги» 2-го класса с мечами. Мулка отвечал за закупку и доставку ядовитого газа Циклон-Б и транспортировку заключённых в газовую камеру. Он отдавал приказы в четырёх акциях уничтожения, связанных с транспортировкой, и несколько раз участвовал в селекции на железнодорожной платформе.
После доноса, когда Мулка якобы сделал пренебрежительные замечания о Геббельсе, он на недолгое время был заключен в тюрьму. Однако в начале 1944 года дело по Закону о вероломных нападках, возбужденное против него, было прекращено. До 19 января 1944 года служил в Главном административно-хозяйственном управлении СС (управленческой группе D – концлагеря) и до августа 1944 года — в главному управлении кадров СС. С начала сентября 1944 и до января служил в школе СС Райско, а затем в сапёрном и учебном запасном батальоне СС. Сам Мулка позже заявил, что после начала предварительного расследования против него он сначала несколько недель находился в госпитале СС в Лихтерфельде. Он был отстранен от службы и получил отпуск для поездки в Гамбург. В неизвестное время после бомбардировок Гамбурга он поступил в распоряжение высшего руководителя СС и полиции Северного моря Георга-Хеннинга фон Бассевиц-Бера и был направлен в сапёрную школу СС, пока ему не предоставили отпуск в Гамбург по болезни в начале января 1945 года. В конце войны он остался в Гамбурге.
8 июня 1945 года был арестован и до 28 марта 1948 года содержался в различных лагерях для интернированных. Во время прохождения процедуры денацификации в районе Гамбурга Бергедорф был приговорён к 1,5 году заключения, но посла пересмотра дела был классифицирован как «освобождённый». Мулка возобновил свою работу в качестве торговца экспортными товарами.
В конце 1950-х годов органы юстиции ФРГ начали расследование преступлений, совершенных в концлагере Освенцим, и Мулка вскоре стал одним из обвиняемых. 8 ноября 1960 года был арестован случайно, когда удалось установить его местонахождение, которое до этого момента было неизвестно. Его сын Рольф Мулка выиграл медаль как спортсмен на Олимпийских играх 1960 года, что заставило франкфуртского прокурора насторожиться. 6 марта 1961 года был выпущен, но 29 мая вновь помещён в следственный изолятор. Суд против него и 21 служащего персонала концлагеря Освенцим начался 20 декабря 1963 года в суде присяжных во Франкфурт-на-Майне. Мулка обвинил прокурора Иоахима Кюглера, который участвовал в подготовке к судебному процессу, а также был офицером в расследовании дела против врача концлагеря Йозефа Менгеле, и который ушел в отставку из судебной системы Гессена в 1965 году после окончания процесса, в оскорблении, поскольку тот назвал его «членом отряда убийц в форме». В суде Мулка заявил, что он ничего не знал об уничтожении в газовых камерах в лагере. После 183 дней судебного разбирательства приговоры были вынесены 19 и 20 августа 1965 года. Мулка был приговорен к 14 годам заключения в тюрьме строгого режима за «совместное пособничество и подстрекательство к убийству не менее 750 человек по меньшей мере в четырех случаях».
Для правовой оценки суд должен был решить, действовал ли обвиняемый как исполнитель, то есть с умыслом в отношении основного преступления, или как соучастник. Мулка был осужден только как соучастник, поскольку суд не счел возможным бесспорно доказать его умысел. В решении говорится:
Когда все эти точки зрения взвешены, остается значительное подозрение, что обвиняемый Мулка, как адъютант, внутренне подтверждал массовое убийство евреев и охотно поддерживал его, действуя, таким образом, по воле исполнителя; однако нельзя избавиться от окончательных сомнений, что он больше заботился о беспрепятственном выполнении акций уничтожения из подчинения приказам и неправильно понятого „чувства долга”, желая, таким образом, только содействовать и поддерживать деяния главных исполнителей.
В тюрьме Касселя предпринял попытку самоубийства, однако выжил. В 1966 году (по другим данным, в 1968 году) был освобождён досрочно.